# Подільськ (локомотивне депо)
Локомоти́вне депо́ Подільськ (ТЧ-2) — одне з семи основних локомотивних депо Одеської залізниці. Розташоване на однойменній станції.
Локомотивне депо Подільськ виконує ремонтні роботи та експлуатацію локомотивів, вантажних та пасажирських поїздів. Подільський залізничний вузол має надважливе значення не лише для транспортної інфраструктури Одещини, а й всієї держави, бо являється з'єднувальною ланкою на шляху до чорноморських портів.

## Історія
Локомотивне депо засноване у жовтні 1867 року при залізничній станції Котовськ.
У січні 1905 року відбувся мітинг робітників паровозного депо та залізничних майстерень з протестом проти розправи з демонстрантами в Петербурзі.
У 1990-х роках, електрифікацією залізничної станції, тепловозне депо перепрофільоване в електровозне.
5 квітня 2007 року утворено Відокремлений структурний підрозділ локомотивне депо Котовськ Одеської залізниці.
18 травня 2017 року локомотивне депо Котовськ разом зі станцією перейменовано в локомотивне депо Подільськ.
26 жовтня 2017 року Відокремлений структурний підрозділ «Локомотивне депо Подільськ» регіональної філії «Одеська залізниця» відсвяткував 150-річчя від дня введення в експлуатацію залізничної станції та одного з перших в Україні паровозних депо.
Стан завантаженості локомотивних депо і заводів без паралелі неможливо розглядати з програмою оновлення локомотивного парку. У 2020 році було запропоновано на базі локомотивного депо займатися будівництвом нових локомотивів.